# دهنة ابشوييه (مقاطعة فارياب)
دهنة ابشوييه (بالفارسية: دهنه ابشوییه) هي قرية تقع في البلدة المركزية في إيران. يقدر عدد سكانها بـ 274 نسمة بحسب إحصاء 2016.